# 루이사 돌리베이라

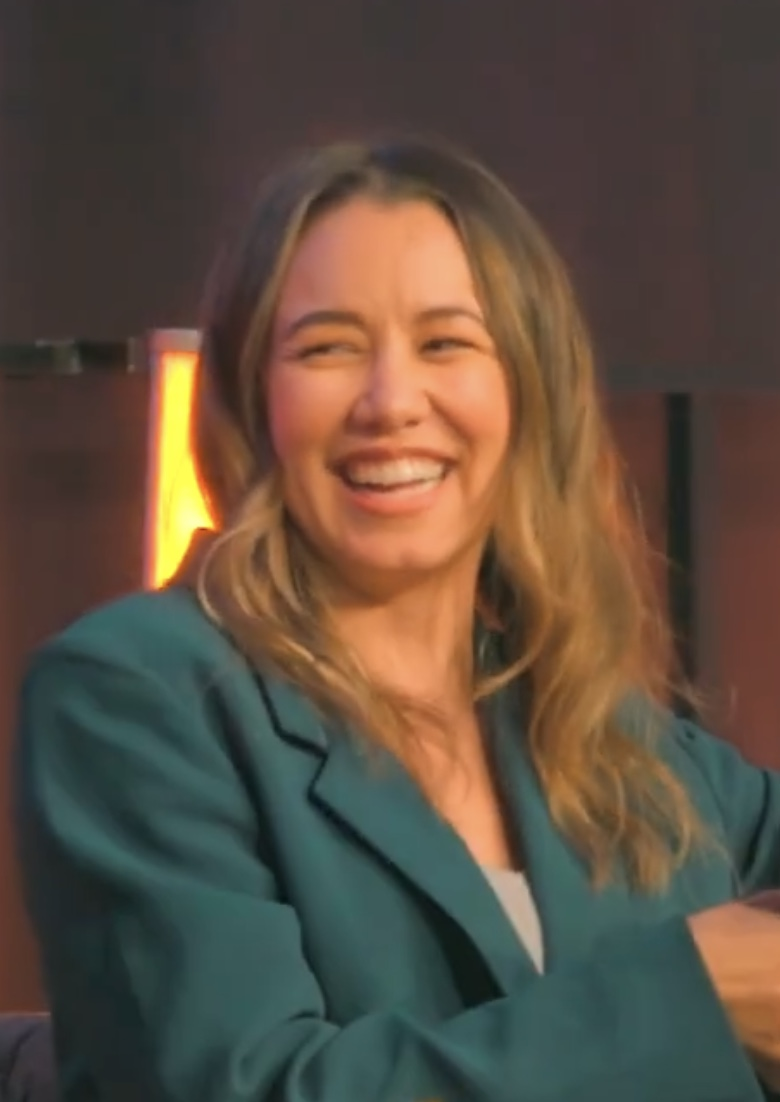

루이자 돌리베이라(영어: Luisa D'Oliveira, 1986년 10월 6일 ~ )는 캐나다의 배우이다. 밴쿠버에서 태어났다.

## 출연 작품

### 영화
- Fragile (2009) - 단편
- The Break-Up Artist (2009)
- 아이스 토네이도 (2009, Ice Twisters) - 애슐리 역
- 퍼시 잭슨과 번개 도둑 (2010)
- 뮤턴트 둠스데이 (2011, Seeds of Destruction) - 케이트 역
- To the Mat (2011)
- 앨빈과 슈퍼밴드 3 (2011) - 테사 역 (애니메이션)
- 50/50 (2011)
- 메가 사이클론 스톰 (2012, Mega Cyclone) - 메건 역
- 메이즈 헌터: 살인곰의 습격 (2015)

### 텔레비전
- 채널 제로 (2016, Channel Zero)